# Константинос Гарефис
Константинос Гарефис (на гръцки: Κωνσταντίνος Γαρέφης) е капитан на Гръцката въоръжена пропаганда в Македония в началото на XX век.

## Биография
Константинос Гарефис е роден през 1874 година в Милиес, планината Пелион, в аристократично сулиотско семейство.
Пристига в Солун, а през 1905 става един от заместниците на Константинос Мазаракис в планината Каракамен до Негуш, а след това в Паяк планина. Участва в сблъсъци с български чети при Горно Граматиково, Голишани и на други места. Убива дееца на ВМОРО от Голишани Трайко.
След като става известно на международната общественост, че Константинос Мазаракис е гръцки офицер, и впоследствие е отстранен, неговото място заема Герефис.
Гръцката андартска чета на Константинос Гарефис разбива през юни четата на войводата Данев, а през август напада четата на войводата Лука Иванов. Раненият войвода и помощник-войводата Кара Ташо почиват от раните си на 25 август 1906 година. Самият Константинос Гарефис е убит още по време на нападението в нощта на 24 август. Заедно с него загиват десетникът Николаос Киногалас и четниците Апостолос Палихрону, Николаос Хадзиянис и Григориос Мегас. Според гръцки източници в сражението загива и заместникът му Димитриос Ценкос (Ценгос), но той остава жив към 1914 година.
В 1922 година Църнешево е прекръстено на Гарефи на името на Константинос Гарефис.